# Jacques Augustin Thierry

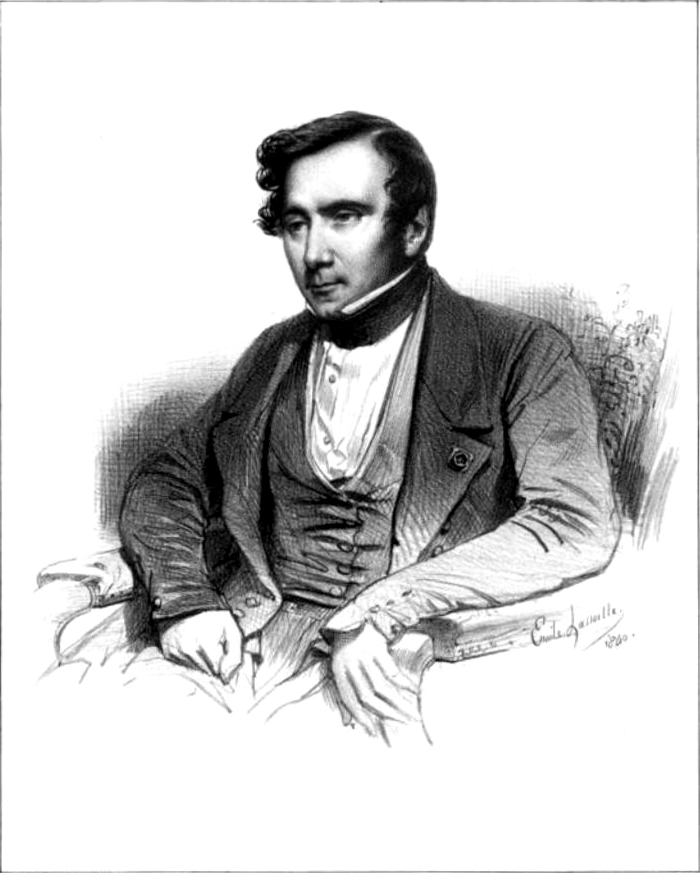
Jacques Augustin Thierry

Jacques Augustin Thierry (wym. [ʒakkəz‿ ogstɛ̃ tjɛri]; ur. 10 maja 1795 w Blois, zm. 22 maja 1856 w Paryżu) – francuski historyk, uczeń i sekretarz Henriego de Saint-Simona. Prawdziwą historię stanowić miały według niego dzieje przodków stanu trzeciego. Istniejące nierówności społeczne, które przerodziły się w walkę klasową, wywodził z podbojów, które miały miejsce w średniowiecznej Europie. Napisał pracę Essai sur l’histoire de la formation et des progres du Tiers Etat.